# R-37
Il Vympel R-37 (nome in codice NATO: AA-X-13/AA-13 Arrow) è un missile aria-aria Russo a lunga gittata. Il missile e le sue varianti sono anche conosciuti come K-37, izdeliye 610 e R-VD (Raketa-Vysokaya Dalnost, "Missile a lunga gittata") e in occidente con il codice NATO di 'Andi'.
Fu sviluppato a partire dal missile R-33.
L'arma fu espressamente realizzata per abbattere gli aerei radar AWACS e velivoli C4ISTARt, mantenendo la piattaforma di lancio fuori dalla portata dei caccia posti a difesa dei suddetti mezzi di rilevamento radar.

## Storia del progetto
L'R-37 fu sviluppato partendo dal missile R-33. Per compatibilità con gli aerei non dotati del sofisticato sistema radar del MiG-31, si decise di sostituire il radar semi-attivo con una variante attiva del radar Agat 9B-1388; grazie agli impennaggi di coda e alle alette poste nel mezzo del corpo, il suo utilizzo risulta confortevole anche su aerei più piccoli del MiG-31. Secondo Defence Today la gittata massima può variare dalle 80 miglia nautiche (150 km), se lanciato direttamente sul bersaglio, alle 215 miglia nautiche (398 km) se utilizzato in configurazione di volo di crociera. Durante il volo, se in configurazione di crociera, il sistema di navigazione inerziale del missile riceve aggiornamenti regolari sulla posizione del target, mentre il radar viene attivato solo quando l'arma si trova nelle vicinanze del target.
A causa della sua elevata gittata e l'utilizzo di un sistema di navigazione inerziale, si può considerare l'R-37 come un missile da crociera.

## Servizio operativo
L'R-37 viene attualmente prodotto per armare l'intercettore russo MiG-31 e le sue versioni da esportazione.
Per un certo lasso di tempo, sembrò che anche il caccia Sukhoi Su-27 dovesse essere modificato per poter utilizzare questo missile, ma poi il progetto venne abbandonato e non esistono ulteriori informazioni in merito.

## Versioni
- R-37: Versione base, prevista per le versioni modernizzate dei MiG-31, i MiG-31 serie "M"
- R-37M: Versione con una quantità di propellente maggiorata, gittata massima 400 km
- RVV-BD: Versione realizzata per essere utilizzata su altri velivoli come il Sukhoi Su-35 e il Sukhoi PAK FA[6]

## Utilizzatori
Russia

### Utilizzatori presunti
Siria - Nel 2007, i giornali russi hanno annunciato che la Russia esporterà "cinque ex MiG-31E" delle sue scorte in Siria, dotati di R-37. Questo annuncio potrebbe indicare che i velivoli esportati erano in realtà moderni MiG-31BM, e l'anti-AWACS R-37 sarebbe così ancora in produzione. Comunque questa notizia è stata successivamente smentita e nel 2014 non risultava ancora nessuna consegna effettuata.